# Абдуллино (Мечетлінський район)
Абду́ллино (рос. Абдуллино, башк. Абдулла) — присілок у складі Мечетлінського району Башкортостану, Росія. Адміністративний центр Абдуллинської сільської ради.
Населення — 510 осіб (2010; 553 у 2002).
Національний склад:
- татари — 66 %
- башкири — 29 %